# Patrick Osborne
Patrick Osborne é um cineasta e animador estadunidense. Foi indicado ao Oscar de melhor curta-metragem de animação na edição de 2015 pela realização da obra Feast, ao lado de Kristina Reed.

## Filmografia
- Feast (2014) - writer, director (short film)
- Pearl (2016) - writer, director (short film)
- Imaginary Mary (2017)
- Ralph Breaks the Internet (2018)

## Prêmios e indicações
- Venceu: Oscar de melhor curta-metragem de animação - Feast (2014)
- Indicação: Oscar de melhor curta-metragem de animação - Pearl (2016)